# Chromosomenmutation

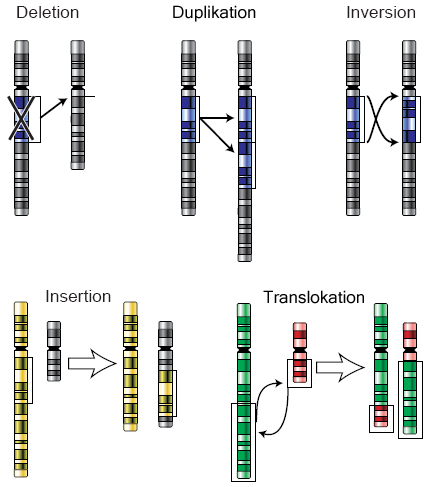
Schema der Chromosomenmutationen

Eine Chromosomenmutation (auch: strukturelle Chromosomenaberration) ist eine strukturelle Veränderung eines Chromosoms, die in cytogenetischen Chromosomenpräparaten lichtmikroskopisch sichtbar ist. Es handelt sich also um größere Umbauten, durch die sich die Abfolge von Genen und anderen Elementen auf dem Chromosom ändert. Derartige Veränderungen in einer Zelle werden an die Tochterzellen weitergegeben. Entstehen aus diesen Zellen Tochterorganismen (bei Tieren also bei Zellen der Keimbahn) wird die Mutation an den Nachwuchs vererbt.
Strukturelle Mutationen von Chromosomen werden mit Genommutationen (auch als numerische Chromosomenaberrationen bezeichnet), bei denen sich die Anzahl der Chromosomen ändert, zu den Chromosomenaberrationen zusammengefasst. Dagegen werden Mutationen, die nur ein einziges Gen betreffen und daher nicht lichtmikroskopisch sichtbar sind, als Genmutationen bezeichnet.

## Einteilung der Chromosomenmutationen

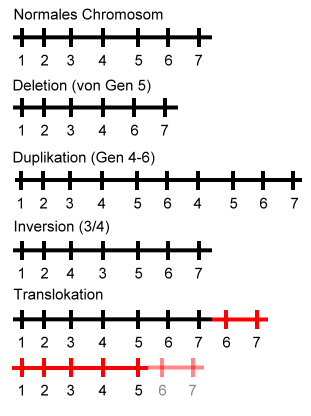
Beispiele für Arten der Chromosomenmutation

In den 1990er Jahren unterschied man fünf Arten von Chromosomenmutationen:
- Deletion: Ein Teilstück des Chromosoms (Endstück oder mittlerer Abschnitt) geht verloren.
- Translokation: Chromosomen können auseinanderbrechen und dabei Teilstücke verlieren, welche in das Chromatid eines anderen Chromosoms angeheftet werden.
- Duplikation: Ein Abschnitt des Chromosoms ist doppelt vorhanden, da ein auseinandergebrochenes Teilstück in das Schwesterchromatid eingegliedert wurde.
- Inversion: Innerhalb eines Chromosoms kann sich nach einem doppelten Bruch ein Stück wieder umgekehrt einfügen.
- Insertion (auch: Addition): Hier besitzt ein Chromosom ein zusätzliches Teilstück.

Mittlerweile wird auch die Bildung eines Isochromosoms, welches einen Teil der ursprünglichen Erbinformation verloren hat, zu den Chromosomenmutationen gezählt.

## Auswirkungen
Einige dieser Veränderungen führen zu schwerwiegenden Krankheiten, Behinderungen und Fehlbildungen.
Der Grund dafür ist meistens ein Gendosis-Effekt: Üblicherweise liegt ein Chromosom in einer bestimmten Anzahl vor (beim Menschen zweimal = disom), mit Ausnahme der Chromosomen der Geschlechtschromosomen. Bei Deletionen und Duplikationen ist das aber nicht mehr der Fall, Chromosomen oder chromosomale Abschnitte (und damit alle darauf enthaltenen Gene) kommen dann häufiger oder seltener vor. Dabei kann es bereits bei kleinen Veränderungen dieser Art zum Absterben der Zelle kommen.
Translokationen und Inversionen haben häufig zunächst keine Auswirkung, da sich die Anzahl der Gene nicht verändert (= balancierte Translokation/balancierte Inversion), sondern nur ihre Position. Schwierigkeiten bei der Meiose können jedoch zu weiteren Chromosomenaberrationen bei den Nachkommen führen.
Bei manchen Translokationen kommt es durch die neue Zusammenfügung von Chromosomenabschnitten dazu, dass Genabschnitte neu kombinieren, so dass Onkogene entstehen, zum Beispiel beim Philadelphia-Chromosom.
Manchmal kann es auch zu Positionseffekten kommen.

## Beispiele
Zu den Chromosomenmutationen gehören beispielsweise Verluste bestimmter chromosomaler Abschnitte. In diese Kategorie fallen das Williams-Beuren-Syndrom (Deletion von 1,5 Millionen Basenpaaren auf 7q11.23), das Wolf-Hirschhorn-Syndrom (partielle Deletion des kurzen Arms von Chromosom 4), das Mikrodeletionssyndrom 22q11 und das Cri-du-chat-Syndrom (aus dem französischen, deutsch Katzenschrei-Syndrom). Letzteres wurde als erste partielle Deletion beim Menschen 1963 entdeckt. Es wird durch eine Deletion auf Chromosom 5 hervorgerufen. Neugeborene und Säuglinge mit diesem Syndrom fallen durch ein hohes, wimmerndes Schreien auf.
Es gibt jedoch auch angeborene Krankheitsbilder wie das Klinefelter-Syndrom, eine Form der Aneuploidie der Geschlechtschromosomen, die entweder durch Non-Disjunction entstehen kann, von der es jedoch auch eine Variante mit einem Isochromosom gibt.